# میراندا، نیو ساوت ولز
میراندا (به انگلیسی: Miranda) یک حومه شهر در استرالیا است که در نیو ساوت ولز واقع شده‌است.